# 九戸城
九戸城（くのへじょう）は、岩手県二戸市福岡城ノ内にあった日本の城。後に盛岡へと移るまで南部氏の居城となり福岡城と改められたが、九戸城と呼ぶのが普通である。別名「宮野城」。国の史跡に指定されている。

## 概要
中世の平山城で、主に南部氏の一族である九戸氏が居城した。正確な年は不明であるが、九戸氏が九戸城を築城し移ったのが、『系胤譜考』では7代目光政のとき、『奥南落穂集』では12代目信実の代という。また、11代目（『奥南落穂集』の代数では14代目）政実が二戸を加増されて移ったとされる説もある。
「九戸政実の乱」以後、蒲生氏郷によって改修されて南部宗家の本城となった。
西側を馬淵川、北側を白鳥川、東側を猫淵川により、三方を河川に囲まれた天然の要害で、城内は空堀によって、本丸、二の丸、三の丸、若狭館（わかさだて）、外館（とだて、石沢館とも）松の丸などの曲輪群を形成し、本丸の一部には東北最古の石垣をもつ。東北地方では有数の規模であったが江戸初期に廃城となった。
城跡は、1935年（昭和10年）6月7日、国の史跡に指定され、現在は保存整備されている。ただし、三の丸跡は大部分が市街地となっており、史跡指定対象外となっている。

## 沿革
以前から城主・九戸政実は、南部一族内の石川（南部）信直と対立し抗争していたが、南部宗家相続争いで九戸氏を差し置いて惣領を継承した南部信直に対し天正19年（1591年）兵を挙げる。これは、南部信直が豊臣秀吉から領地安堵をとりつけていたため豊臣政権への反乱とみなされた。陸奥国では他にも大規模な一揆など起きており、秀吉は豊臣秀次を総大将に浅野長政、蒲生氏郷や関東、奥羽の諸将を鎮圧軍として派遣する。鎮圧軍は一揆を平定しながら北進し、9月2日約6万の兵で九戸城を包囲、助命の約束で9月4日に降伏開城させた。しかし約束は反故にされ、政実はじめ主だった首謀者は処刑され、城内にいた者は女、子供構わず撫で斬りにされて皆殺しされた。平成になって城内から人骨が多数発掘されたが、この時に殺害された人たちであるかどうかは判明していない。
この乱は、秀吉による天下統一の総仕上げとされるが、天下の豊臣軍が攻めあぐんだ末に謀略、反故、撫で斬りといった史実は歴史書から抹消されたともいわれる。二ノ丸跡の発掘調査で、首を刎ねられて刀傷を負った、女性を含む複数の人骨が発掘されている。この後、九戸氏の残党への警戒から、秀吉の命によって居残った蒲生氏郷が九戸城と城下町を改修し、南部家の本城として南部信直に引き渡されて三戸城から居を移し、九戸を福岡と改めた。しかし領民は九戸氏への思いから九戸城と呼び続けた。
慶長2年（1597年）の不来方（盛岡）築城によって南部氏の居城は盛岡城へ移されたが、城は寛永13年（1636年）の廃城、破却まであった。
平成元年（1989年）から九戸城の史跡環境整備事業が行われ、本丸・二ノ丸跡を中心に継続的に発掘調査が行われた。平成7年（1995年）には二ノ丸跡で墓穴が発見され、刀傷や刺傷のある人骨が多数発見された。平成11年（1999年には二ノ丸跡で工房の遺構が発見され、鎧の札などが発見された。これらの調査で多くの出土品が発見されて、九戸氏が近隣だけではなく日本の中心である京都や大阪等の中央とも交流があり、交易が行われていたことが裏付けられた。
平成29年（2017年）4月6日、続日本100名城（104番）に選定された。